# Miss Castaway And The Island Girls
Miss Cast Away and the Island Girls, também conhecido como Miss Cast Away e como Silly Movie 2 como título para o re-lançamento em 2008 (Brasil: Missão Quase Impossível / Portugal: Miss Naufrágio) é um filme de comédia estadunidense de 2004 escrito e dirigido por Bryan Michael Stoller, produzido com um orçamento de $2 milhões. Possui Michael Jackson em sua performance final em um filme roteirizado.

## Sinopse
Um avião que transportava competidoras de beleza aterrissa em acidente numa ilha deserta. Capitão Maximus Powers (Roberts)e co-piloto Mike Saunders (Schlatter) tem que cuidar dos seus passageiros, evitando os perigos da carne de porco (um jurássico por pré-histórico gigante) e um grupo de macacos ocupados em tentar relançar a Arca de Noé.
Um R2D2 projeta uma imagem do agente MJ M.J. (Jackson) que foi atribuído pelo Vaticano para manipular os náufragos para fins próprios do Vaticano.

## Elenco
- Eric Roberts como Capitão Maximus Powers
- Charlie Schlatter como Mike Saunders
- Joyce Giraud como Julie
- Stuart Pankin como Noah
- Evan Marriott como Joe Millionaire
- Michael Jackson como Agente M.J.
- Eugene Greytak como Vossa Santidade (como Gene Greytak)
- Richard Halpern como Groovy Guy

### Aparições
Diretor Bryan Michael Stoller era capaz de conseguir atores famosos, como Jerry Lewis, Pat Morita, e Bernie Kopell a aparecer em papéis especiais para o filme.
As cenas de Michael Jackson foram filmadas no rancho Neverland, onde Jackson viveu durante esse tempo.

## Produção do filme e lançamento
Bryan Michael Stoller foi dada a permissão para filmar cenas de Michael Jackson no rancho Neverland. Mais tarde, ele disse que, enquanto foi emocionante para ser dado um privilégio tão raro, apresentou suas perturbações no processo de filmagem, por vezes. Em uma entrevista a MTV, ele disse:

"É sua casa. Está tudo normal a ele que há um trem correndo ao redor da propriedade tocando sua buzina", o diretor lembrou de uma interrupção de ruído que aparece entre os bônus do DVD. "[Em outra ocasião] sua equipe trouxe-nos sopa, por isso estávamos tomando sopa e conversando, e estes dois elefantes caminhar pelo lado de fora. Michael continuava a saborear a sopa como se fosse uma mosca voando, e eu voltei para Michael e olhar para ele e ele nem mesmo reconheceu os elefantes."
Miss Cast Away and the Island Girls estava previsto para ser lançado nos cinemas no verão de 2004, mas problemas legais de Jackson durante esse tempo fez os distribuidores ficarem cautelosos de liberar o filme. Diretor Stoller explicou em um comunicado: "Nós meio que tive de colocar as coisas em espera. É uma pena, porque Jackson tem uma visão incrível". A data de lançamento do filme também foi posta em dúvida devido a preocupações de executivos da 20th Century Fox que o título estava muito perto do filme de sucesso de Tom Hanks Cast Away.
O filme foi exibido em três festivais de cinema em 2004, foi exibido na televisão na Rússia em 2005 e foi finalmente lançado em DVD nos Estados Unidos em julho de 2005. 
Em julho de 2011, foi anunciado em um comunicado de imprensa que o filme terá sua estreia mundial em My Family TV, Retro Television Network e Tuff TV no segundo semestre de 2011, seguido por um lançamento em DVD especial limitada com 20 minutos de imagens inéditas do envolvimento de Jackson no filme. Curiosamente, o comunicado de imprensa não mencionou o filme pelo nome, só que ele foi descrito erroneamente como "último filme de Michael Jackson" (enquanto este filme foi a última aparição de roteiro de Jackson, o seu último filme real era seu filme-concerto, Michael Jackson's This Is It, em 2009). O comunicado de imprensa só deu o o fato de que era Miss Cast Away and the Island Girls por sua descrição: "O filme é uma comédia que satiriza os filmes e programas de televisão como Miss Congeniality, Planet of the Apes, Cast Away, Love Boat, Gilligan's Island, The Sixth Sense, Jurassic Park, Men in Black e muito mais. Michael Jackson faz o papel do Agente MJ. Cenas de Jackson foram gravados em sua casa rancho Neverland."